# Link Click
Link Click (chinês: 时光代理人, pinyin: Shíguāng Dàilǐrén, lit.  "Agentes do Tempo") é uma websérie de animação chinesa (donghua) escrita e dirigida por Li Haoling e produzida pelo LAN Studio com a assistência do estúdio de Li, Haoliners Animation League.
A primeira temporada, de 12 episódios (incluindo um especial), foi ao ar de 30 de abril a 9 de julho de 2021, no Bilibili e Funimation. Uma série de curtas no estilo chibi foram exibidos posteriormente naquele mesmo ano. Uma segunda temporada foi ao ar de 14 de julho a 22 de setembro de 2023. Uma temporada prequência especial, composta de seis episódios, estreou em 27 de dezembro de 2024.

## Sinopse
Cheng Xiaoshi e Lu Guang administram o Time Photo Studio e aceitam solicitações de clientes para aliviá-los de arrependimentos. Por meio de uma foto fornecida pelo cliente, Cheng Xiaoshi pode viajar de volta no tempo para o momento em que foi tirada e assume a identidade de seu fotógrafo, com ele absorvendo suas memórias e emoções no processo. Ao mesmo tempo, Lu Guang tem a capacidade de acompanhar os eventos no tempo e ajuda Cheng Xiaoshi a reviver as experiências do fotógrafo. Os dois trabalham sob as condições de que têm apenas 12 horas com uma chance de viajar no tempo e encontrar o que seu cliente está procurando, ao mesmo tempo em que deixam os eventos do passado inalterados.

## Personagens
Cheng Xiaoshi (em chinês:  程小时, transl. Chéng Xiǎoshí)
Voz de: Su Shangqing (chinês), Thiago Córdova (português)
O dono do Time Photo Studio. Sua habilidade é entrar nas fotografias e possuir o fotógrafo, podendo controlar todas as palavras e ações dessa pessoa.
Lu Guang (em chinês:  陆光, transl. Lù Guāng)
Voz de: Yang Tianxiang (chinês), Bernando Berro (português)
Um parceiro do Time Photo Studio. Sua habilidade é ver tudo o que aconteceu nas 12 horas seguintes após a foto ser tirada; ele também direciona as ações de Cheng Xiaoshi.
Qiao Ling (em chinês:  乔苓, transl. Qiáo Líng)
Voz de: Li Shimeng (chinês), Ana Paula Cadamuro (português)
Uma agente e proprietária do Time Photo Studio que também é amiga de infância de Cheng Xiaoshi.
Xiao Li (em chinês:  肖力, transl. Xiāo Lì)
Voz de: Tútè Hāméng (chinês), Arthur Machado (português)
O chefe de polícia que solicita a ajuda do Time Photo Studio para solucionar os crimes.
Qian Jin (em chinês:  钱进, transl. Qián Jìn)
Voz de: Wei Chao (魏超) (chinês), Guilherme Conradi (português)
Um advogado misterioso que representa Liu Jing e é ex-parceiro policial de Xiao Li.
Liu Min (em chinês:  刘旻, transl. Liú Mín)
Voz de: Sūn Lùlù (chinês), Bruno Sangregório (português)
Um homem que parece estar ligado a uma série de assassinatos e que é filho do CEO da Quede Games, Liu Jing.
Emma / Wu Lihua (em chinês:  吴丽华, transl. Wú Lìhuá)
Voz de: Zhào Yìtóng (chinês), Bia Dellamonica (português)
Secretária sobrecarregada do CFO da Quede Games e cliente do Time Photo Studio.
Chen Bin (em chinês:  陈彬, transl. Chén Bīn)
Voiced by: Xīng Cháo (chinês), Victor Moreno (português)
Policial assistente de Xiao Li.

## Mídias

### Donghua
A primeira temporada da série em donghua foi lançada no Bilibili e Funimation em 30 de abril de 2021. Foi dirigida por Li Haoling, com design de personagem por INPLICK, arte dirigida por Tanji Takumi, Asami Tomoya e Zhu Lipiao, fotografia dirigida por Sanjou Yasuka e animação chefe dirigida pelo LAN Studio. Uma segunda temporada foi anunciada logo após a conclusão da primeira. Uma temporada prequência especial, intitulada Bridon Arc, composta de seis episódios, estreou em 27 de dezembro de 2024. Uma série de curtas no estilo chibi, intitulados The Daily Life in Lightime Shorts (em chinês:  时光照相馆的日常, transl. Shíguāng zhàoxiàng guǎn de rìcháng; lit. "Vida cotidiana no Time Photo Studio"), foram exibidos entre 2021 e 2022.
O Crunchyroll licenciou a série e a disponibilizou com uma dublagem em português brasileiro realizada pelo estúdio Dubrasil.

#### Lista de episódios

##### 1.ª temporada (2021)
| N.º na série | N.º na temp. | Título                                                                                      | Exibição original   |
| ------------ | ------------ | ------------------------------------------------------------------------------------------- | ------------------- |
| 1            | 1            | "Emma" "EMMA"                                                                               | 30 de abril de 2021 |
| 2            | 2            | "A Receita Secreta" Transliteração: "Mì Fāng" (em chinês: 秘方)                             | 30 de abril de 2021 |
| 3            | 3            | "Perder, e Não Ganhar" Transliteração: "Zhīxǔ Shū，Bùzhǔn Yíng" (em chinês: 只许输，不准赢) | 7 de maio de 2021   |
| 4            | 4            | "Confissões" Transliteração: "Gàobái" (em chinês: 告白)                                     | 14 de maio de 2021  |
| 5            | 5            | "Despedida" Transliteração: "Gàobié" (em chinês: 告别)                                      | 21 de maio de 2021  |
| 5.5          | 5.5          | "Desafio Para Um Casamento" Transliteração: "Bǐ Wǔ Zhāo Qīn" (em chinês: 比武招亲)          | 28 de maio de 2021  |
| 6            | 6            | "A Busca Pela Criança" Transliteração: "Xún Zǐ" (em chinês: 寻子)                           | 4 de junho de 2021  |
| 7            | 7            | "Tia May" Transliteração: "Méi Yí" (em chinês: 梅姨)                                        | 11 de junho de 2021 |
| 8            | 8            | "Sinal Perdido" Transliteração: "Cuòshī de Xùnhào" (em chinês: 错失的讯号)                  | 19 de junho de 2021 |
| 9            | 9            | "Consequência da Boa Vontade" Transliteração: "Shànyì de Èguǒ" (em chinês: 善意的恶果)      | 25 de junho de 2021 |
| 10           | 10           | "A Armadilha" Transliteração: "Quāntào" (em chinês: 圈套)                                   | 2 de julho de 2021  |
| 11           | 11           | "O Pináculo de Luz" Transliteração: "Dài zhuó Guāng de Rén" (em chinês: 带着光的人)         | 9 de julho de 2021  |

##### 2.ª temporada (2023)
| N.º na série | N.º na temp. | Título                                                                                                  | Exibição original      |
| ------------ | ------------ | --- | ---------------------- |
| 12           | 1            | "Caindo" Transliteração: "Zhuìluò" (em chinês: 坠落)                                                    | 14 de julho de 2023    |
| 13           | 2            | "Incursão Noturna" Transliteração: "Yè Xí" (em chinês: 夜袭)                                            | 14 de julho de 2023    |
| 14           | 3            | "Dois Funerais" Transliteração: "Liǎngcháng Zànglǐ" (em chinês: 两场葬礼)                               | 21 de julho de 2023    |
| 15           | 4            | "Aqueles na Foto" Transliteração: "Zhàopiàn Zhōng de Tāmén" (em chinês: 照片中的她们)                   | 28 de julho de 2023    |
| 16           | 5            | "A Última Ceia" Transliteração: "Zuìhòu de Wǎncān" (em chinês: 最后的晚餐)                              | 4 de agosto de 2023    |
| 17           | 6            | "Li Tianxi" Transliteração: "Lǐ Tiān Xī" (em chinês: 李天希)                                            | 11 de agosto de 2023   |
| 18           | 7            | "Guerra Urbana" Transliteração: "Xiàng Zhàn" (em chinês: 巷战)                                          | 18 de agosto de 2023   |
| 19           | 8            | "Refém" Transliteração: "Rénzhì" (em chinês: 人质)                                                      | 25 de agosto de 2023   |
| 20           | 9            | "Três Histórias" Transliteração: "Sāngè Gùshì" (em chinês: 三个故事)                                    | 1 de setembro de 2023  |
| 21           | 10           | "Improviso" Transliteração: "Jíxīng Yǎnchū" (em chinês: 即兴演出)                                       | 8 de setembro de 2023  |
| 22           | 11           | "Confronto" Transliteração: "Duìzhì" (em chinês: 对峙)                                                  | 15 de setembro de 2023 |
| 23           | 12           | "Não Posso Viver sem um Irmão Bom" Transliteração: "Bùnéng Méiyǒu Hǎo Gēgē" (em chinês: 不能没有好哥哥) | 22 de setembro de 2023 |

##### Bridon Arc(2024–25)
| N.º na série | N.º na temp. | Título | Exibição original      |
| ------------ | ------------ | --- | ---------------------- |
| 24           | 1            | "O Tempo Começa a Fluir Novamente" Transliteração: "Yúshì Shíjiān Zàicì Kāishǐ Liúzhuǎn" (em chinês: 于是时间再次开始流转) | 27 de dezembro de 2024 |
| 25           | 2            | "Prelúdio" Transliteração: "Xùmù" (em chinês: 序幕)                                                                        | 3 de janeiro de 2025   |
| 26           | 3            | "Eles" Transliteração: "Tāmen" (em chinês: 他们)                                                                           | 10 de janeiro de 2025  |
| 27           | 4            | "E Não Sobrou Nenhum" Transliteração: "Wú Rén Shēnghuán" (em chinês: 无人生还)                                             | 17 de janeiro de 2025  |
| 28           | 5            | "Encontro" Transliteração: "Chóngféng" (em chinês: 重逢)                                                                   | 24 de janeiro de 2025  |
| 29           | 6            | "Quebra-Cabeça" Transliteração: "Míjú" (em chinês: 迷局)                                                                   | 31 de janeiro de 2025  |

### Áudio-drama
Uma adaptação para áudio-drama foi lançada na 猫耳 FM (pinyin: Māo ěr FM, lit. "Orelhas de gato FM") em 10 de novembro de 2022, exibido todas as quintas-feiras. A primeira temporada consiste em 12 episódios, cada um com cerca de 30 minutos de duração.

### Sérielive-action
Uma adaptação em live-action foi anunciada em 17 de junho de 2023. Com 24 episódios, a série foi exibida no Bilibili e apresentou Jiang Long como Cheng Xiaoshi e Bi Wenjun como Lu Guang.

### Musical
Uma adaptação como musical foi anunciada em 8 de agosto de 2023 e estreou em 10 de novembro de 2023.

## Recepção
A série foi vista mais de 160 milhões de vezes em apenas quatro meses desde seu lançamento. Teve a classificação mais alta entre todas as animações chinesas no MyAnimeList, um serviço de banco de dados de anime e mangá em inglês. Em 2021, ganhou o Prêmio de Prata de Melhor Série de Animação no 18º Golden Dragon Awards (Prêmio da Academia Chinesa de Anime e Mangá). Também ganhou o prêmio de Melhor Narração Animada. Em 2022, no 19º Golden Dragon Awards, ganhou o Overseas Influence Award, concedido conjuntamente pelo Golden Dragon Awards e bilibili.
Ao analisar a primeira temporada para a /Film, Rafael Motamayor elogiou a animação, a música e a capacidade da série de criar tensão. Ele descreveu Link Click como "inspirador" e "inovador".